# Mała Zimna Woda

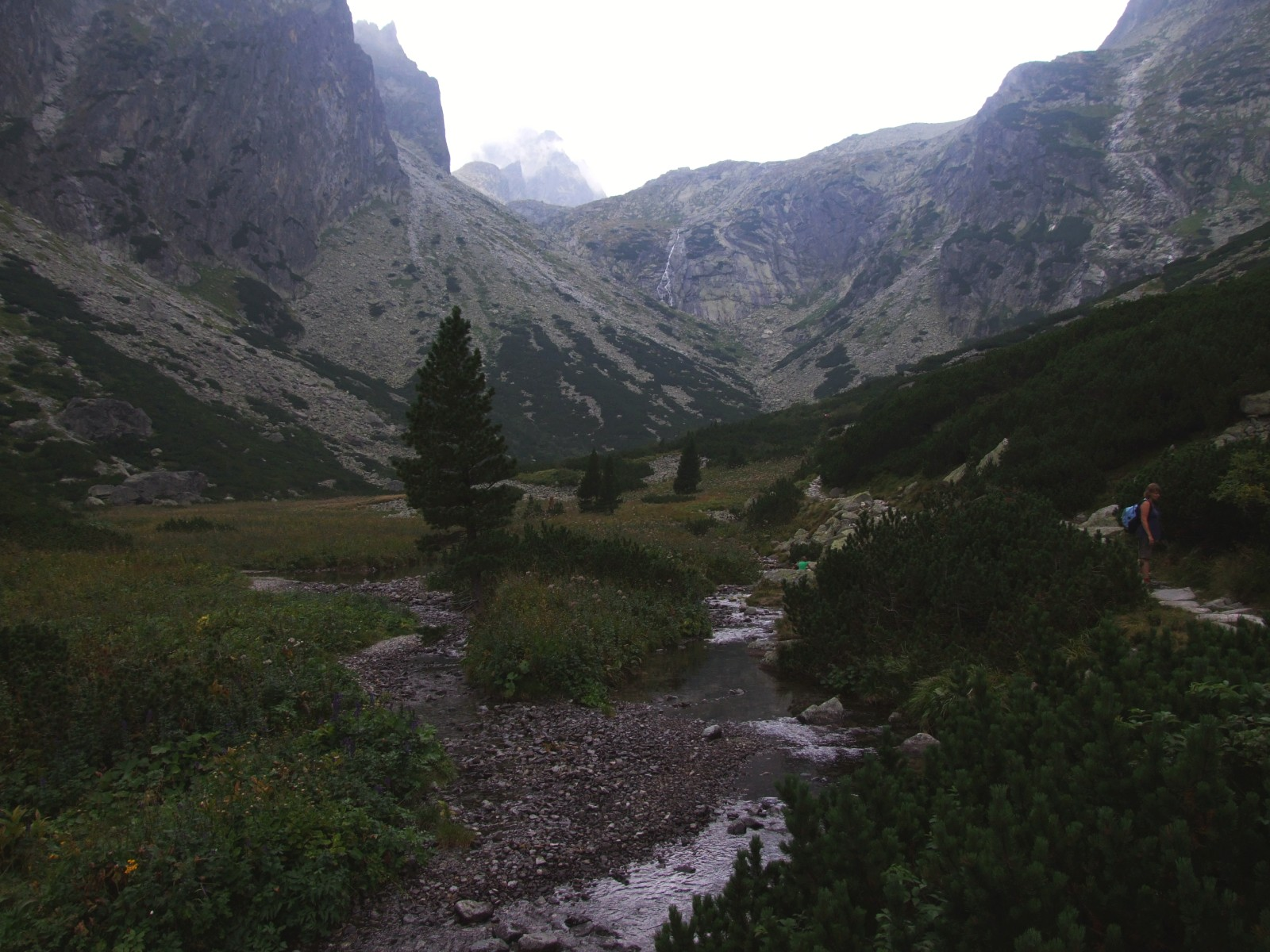
Mała Zimna Woda w dolnych partiach Doliny Małej Zimnej Wody, w głębi widoczne kaskady na Złotych Spadach

Mała Zimna Woda (słow. Malý Studený potok, niem. Kleiner Kohlbach, węg. Kis-Tar-patak) – potok płynący Doliną Pięciu Stawów Spiskich i Doliną Małej Zimnej Wody. Wypływa z Wielkiego Stawu Spiskiego, następnie przepływa przez Pośredni i Mały Staw Spiski. W górnym biegu jednak płynie pod kamieniami, na powierzchni jako stały strumień pojawia się dopiero w Wielkim Łomnickim Ogrodzie. Poniżej, z wielkiej ściany stawiarskiej Doliny Pięciu Stawów Spiskich (zwanej Złotymi Spadami) opada serią kaskad, tworząc wodospad nazywany w polskiej literaturze Złotą Siklawą. W 1865 o tej siklawie Mariusz Łomnicki pisał: „Prześliczny widok! Z ogromnej, więcej może niż stosążniowej wysokości, spływa miejscami w kilkoro rozdzierzgniona wstęga, bielsza od najbielszego śniegu”.
Na dolnym, śródleśnym progu doliny spada wodospadem zwanym Olbrzymim. Nieco dalej przy szlaku turystycznym potok spływa po stromych kamiennych płytach. W pobliżu Staroleśnej Polany łączy się ze Staroleśnym Potokiem, z którym wspólnie tworzy potok zwany Zimną Wodą.

## Szlaki turystyczne
Czasy przejścia podane na podstawie mapy.
  – zielony szlak od Schroniska Zamkovskiego dnem Doliny Małej Zimnej Wody (wiedzie wzdłuż potoku) do Schroniska Téryego, stąd dalej razem ze szlakiem żółtym i po jego odłączeniu na Lodową Przełęcz, skąd dalsza droga prowadzi aż do Jaworzyny Tatrzańskiej.
- Czas przejścia od Schroniska Zamkovskiego do Schroniska Téryego: 1:45, ↓ 1:20 h
- Czas przejścia od Schroniska Téryego na Lodową Przełęcz: 1:30 h, ↓ 1:20 h
- Czas przejścia z przełęczy do Jaworzyny: 4 h, ↑ 5 h